# Ric Ocasek
Ric Ocasek - geboren als Richard Theodore Otcasek - (Baltimore, 23 maart 1944 - New York, 15 september 2019) was de oprichter en zanger van de band The Cars en producer voor verschillende andere bands.
Hij produceerde onder andere de albums The Gray Race van Bad Religion, Do the Collapse van Guided by Voices, High/Low van Nada Surf, The Blue Album en The Green Album van Weezer en Rock for Light van Bad Brains.
- Biblioteca Nacional de España: XX1051201
- Bibliothèque nationale de France: cb138980629 (data)
- Gemeinsame Normdatei: 134475755
- International Standard Name Identifier: 0000 0000 7839 6309
- Library of Congress Control Number: n88615966
- MusicBrainz: 697d4510-c3fe-4e96-bcc9-34739bccde8f
- Nationale Bibliotheek van Tsjechië: xx0039199
- Nederlandse Thesaurus van Auteursnamen: 071439145
- Istituto Centrale per il Catalogo Unico: UBOV957562
- Virtual International Authority File: 76501065
- WorldCat: E39PBJj8XbW7bWFjxPdP6j3YT3